# Kalvtjärnen (Färila socken, Hälsingland)
Kalvtjärnen är en sjö i Ljusdals kommun i Hälsingland och ingår i Ljusnans huvudavrinningsområde.